# Padmé Amidala
Padmé Amidala (született Padmé Naberrie) kitalált szereplő George Lucas Csillagok háborúja univerzumában. Először a Csillagok háborúja I: Baljós árnyak c. epizódban tűnik fel, mint a Naboo bolygó fiatal királynője. A Naboo királynőjeként sikerült népét felszabadítania a Kereskedelmi Szövetség blokádja alól, amiért Padmé a leginkább megtisztelt politikusok közé emelkedett a galaxisban. Miután leköszönt királynőként, a Galaktikus Szenátus tagjaként képviselte bolygója érdekeit. Feltűnt a Csillagok háborúja: Klónok háborúja (2003-2005) c. animációs sorozatban, ezenkívül pedig számos, a filmek cselekményén túl játszódó Star Wars történetben. Padmé Anakin Skywalker titkos felesége, valamint Luke Skywalker és Leia Organa hercegnő édesanyja.
Egy kis hegyi faluban született a Naboo bolygón, 46 évvel a Csillagok háborúja IV: Egy új remény c. rész cselekménye előtt. Születési neve Padmé Naberrie, de uralkodása és szenátori mandátuma alatt az Amidala nevet használta. Viszonylag rövid élete során nagyon fontos szerepet játszott a galaxis politikájában, valamint a Klónok Háborújához kötődő eseményekben.
Amikor George Lucas elkezdte írni a Star Wars filmek forgatókönyvét az 1970-es években, Luke és Leia édesanyja nem játszott fontos szerepet a történetben. Személyéről egyedül a Csillagok háborúja VI: A Jedi visszatér c. epizódban esik szó, ám ekkor még semmi lényegeset nem tudunk meg róla. Karakterét Lucas csak előzmény trilógia történetének megírásakor dolgozta ki.
Padmét Natalie Portman alakítja a filmekben.

## Megjelenései
Padmé Amidala a Star Wars előzménytrilógiájának egyik legfontosabb főszereplője. A mozifilmeken kívül feltűnik számos más, a filmek cselekményén túl játszódó alkotásokban is.

### Korai évek
A Legendák szerint Padmé egy békés, hegyvidéki faluban nőtt fel a Naboo bolygón. Szülei kislánykorától fogva úgy nevelték, hogy meg legyen benne az önfeláldozás, és a társadalom szegényebb rétegei felé való megértés. Szülei Theedbe, a Naboo fővárosába küldték, ahol a legjobb iskolákban tanulhatott, szabadidejét a nabooi tó közelében töltötte, vagy önkéntesként dolgozott a Menekültek Megsegítése Mozgalomban, csakúgy, mint édesapja annak idején. Mindössze 7-8 éves volt, amikor a Shadda-Bi-Boranba utazott, hogy segítsen a bolygó lakóinak kitelepítésében, mielőtt központi napjuk szupernóvává alakul. Ezt követően Padmé belépett az Ifjúsági Törvényhozó Programba, és 11 évesen már törvényhozási gyakornokként dolgozik. 13 évesen Theed hercegnőjévé avatják, amely azonban ellentétes volt Veruna király törvényeivel. Ebben az időben ismerkedik meg egy Ian Lago nevű fiatalemberrel, aki szerelemre lobban a lány iránt. Kapcsolatuk nem teljesedik be, mert Padménak eltökélt szándéka, hogy a népének szentelje az életét. Miután Veruna király lemondott, a nabooi nép az ekkor még csak 14 éves Padmét választja meg királynőnek, ő lett a bolygó legfiatalabb királynője. A politikusok körében gyakori volt az a szokás, hogy pályájuk kezdetén nevet változtatnak, így tett Padmé is, aki királynővé választása után felvette az Amidala nevet.

### AStar Warsfilmekben
|  | Alább a cselekmény részletei következnek! |

Luke Skywalker és Leia Organa hercegnő édesanyjáról először az eredeti trilógia utolsó részében, a Jedi visszatér c. epizódban hallunk. Luke az Endor bolygón  Leia tudomására hozza, hogy ők ketten valójában testvérek, édesapjuk pedig Darth Vader. Mikor a fiú megkérdezi a lánytól, hogy emlékezik-e az "igazi édesanyjára", Leia azt válaszolja, hogy nagyon kedves és szép volt, de nagyon szomorú volt. Luke azonban egyáltalán nem emlékszik az anyjára.

#### Baljós árnyak
Padmé Amidala először a Csillagok háborúja I: Baljós árnyak c. epizódban tűnik fel, melynek cselekménye 32 évvel az Csillagok háborúja IV: Egy új remény története előtt játszódik. Padmé ekkor még csak 14 éves, de bölcsességének és erényeinek köszönhetően a nép őt választotta meg a Naboo bolygó királynőjévé. Amidala királynő tárgyalásokba kezd a Kereskedelmi Szövetséggel. A Szövetség megbotránkozott azon, hogy a Naboo nem ismerte el a fennhatóságát, ráadásul a Szenátus is ekkor vetett ki adót a bolygóközi kereskedelemre. A Köztársaság kancellárja ezért két Jedi lovagot bíz meg azzal, hogy oldják meg a konfliktust. A Szövetség azonban merényletet követ el ellenük, ráadásul blokád alá veszik a Naboot, és rá akarják venni Amidalát, hogy írjon alá egy, a megszállást törvényesítő nyilatkozatot. Amidala ezt megtagadja, ezért börtönbe vetik. Amidala időközben szerepet cserél egy hűséges udvarhölgyével, nevét pedig Padméra változtatja. Padmé és kísérete két Jedi lovag, Qui-Gon Jinn és Obi-Wan Kenobi segítségével megszökik a bolygóról. Útközben azonban kényszerleszállást kell végrehajtaniuk a Tatuin bolygón. Padmé itt találkozik először a 9 éves Anakin Skywalkerrel, és a fiú édesanyjával, Shmi Skywalkerral. A lány tanúja lesz a tehetséges fiú első fogatverseny győzelmének és felszabadításának.
Nem sokkal ezután a két Jedi kísértetében Coruscantra utazik, ahol a bűnügyről beszédet tart a Szenátus előtt a Naboo képviselőjével, Palpatine szenátorral. A Coruscanton Amidala eredménytelen a galaktikus politikában, és a Kereskedelmi Szövetség politikai manőverei miatt patthelyzetbe kerül. Megfogadja Palpatine szenátor tanácsát, miszerint kéri, hogy vonják meg a bizalmat Valorum Főkancellártól. A Szenátussal való holtvágányra való futása után, Amidala visszatér a Naboora. Segítséget kér az őslakos gunganektől, elfoglalt területei felszabadításához. A nabooi csata közben belopódzik saját királyi palotájába, és kikényszeríti a neimoidi alkirálytól, hogy vessen véget a megszállásnak. A gyáva neimoidiak a hadseregük pusztulása után kapitulálnak, és visszaadják Naboo szabadságát.

#### A klónok támadása
Padmé Csillagok háborúja II: A klónok támadása c. epizódban tűnik fel ismét, mely 10 évvel a Csillagok háborúja I: Baljós árnyak cselekménye után játszódik. Padmé már leköszönt királynőként, de  az új nabooi uralkodó, Jamillia királynő felkérésére, Amidala Naboo Szenátora lett, átvéve ezzel Palpatine helyét. Jar Jar Binkst helyettes szenátorrá nevezték ki, ezáltal ő lett az első olyan gungan, aki képviselhette bolygóját a Szenátusban.
Mikor a szeparatista mozgalom feltört, ezzel veszélyeztetve a Köztársaság szilárdságát, Amidala azok egyike volt, akik a konfliktust békés eszközökkel kívánták megoldani. Amidala szüntelen arról próbálta meggyőzni a Szenátust, hogy a köztársasági hadsereg felállítása hatalmas háborúhoz vezethet. Azon a napon, mikor szavaztak a Hadsereg Felállítási Törvényről, Amidala hajóját támadás érte Coruscant-on. Palpatine Főkancellár parancsára Amidala a Jedi lovagok védelme alá kerül.
Amidala újra találkozik Obi-Wan Kenobival és padawanjával, Anakin Skywalkerrel, akiket már egy évtizede nem látott. A Jedi tanács parancsára, Anakin Padméval együtt a Naboora utazik, hogy a szenátornő elrejtőzhessen az ellene elkövetett merényletek kivizsgálásáig. A két fiatal között a naboo mesés tájain eltöltött idő alatt mély szerelem szövődik, ám kénytelenek elfojtani az érzelmeiket, mert a Jedi lovagok nem lehetnek szerelmesek, Padménak pedig a karrierjére kell koncentrálnia.
Anakinnak Iszonyú rémálmai vannak édesanyjáról, akit álmaiban szenvedni lát. Mikor ezt már nem bírja tovább, visszatér a Tatooine-ra Padmével, hogy megkeresse Shmi Skywalkert. Anakin megtalálja haldokló édesanyját, és kegyetlen bosszút áll a tusken rablókon megkínzásáért. Anakin bevallja tettét Padménak, aki megbocsát neki.
Röviddel azután Padmé és Anakin elutazik a Geonosisra, hogy kiszabadítsa Obi-Want, akit a Szeparatisták elfogtak. Ő és Anakin azonban a geonosisiak fogságába esnek. A kihallgatáson kémkedés miatt elítélik őket. Padmé a halál küszöbén bevallja érzelmeit Anakinnak. Majd egy arénába viszik őket, ahol már ott van Obi-Wan és három halálosan dühös állat, és a geonosisi nézők hatalmas tombolással ünneplik az ő kivégzésüket. A látványosság azonban rövidre sikeredett a Jedik érkezésének jóvoltából, és ekkor kezdetét vette a hatalmas, történelmi jelentőségű Klónháború. Habár ő a köztársasági hadsereg felállítása ellen volt, most a klónok oldalán volt kénytelen harcolni a Szeparatista droidhadsereg ellen.
A geonosisi csata után Anakin visszakísérte Padmét a Naboora, ahol a két szerelmes szép csendben egybekelt, és a ceremónián csak C-3PO és R2-D2 volt jelen.

#### A Sithek bosszúja
Padmé utoljára a Csillagok háborúja III: A Sithek bosszúja c. részben tűnik fel, melynek cselekménye három évvel a Csillagok háborúja: A klónok támadása cselekménye után játszódik. Miután Anakin visszatér egy csatából, a lány bevallja neki, hogy terhes. Mivel azonban egyelőre tovább akarja folytatni szenátori munkáját, el akarja rejteni a terhességét a nyilvánosság elől.
Anakin rémálmot lát Padméról, melyben felesége közvetlenül szülés után meg fog halni. Bár Padmé megpróbálja megnyugtatni, hogy nem fog belehalni a szülésbe, Anakin nem nyugszik meg. Félelmét megosztja Palpatine-nal is, aki elmeséli neki egy hajdani Sith életét, aki megtalálta a módját annak, hogy számára fontos embereket megmentsen a haláltól. Anakinban felébred a kíváncsiság, többek között azért, mert Palpatine szerint ez a tudás elsajátítható. De hozzá teszi: nem a Jediktől. Mikor kiderül, hogy Darth Sidius valójában maga Palpatine, Anakin meg akarja őt ölni, ám végül nem teszi meg, és később még Mace Windu ellenében is megvédi őt, mivel Palpatine megígéri, hogy az Erő sötét oldalának segítségével majd megóvják Padmét a haláltól. Anakin Darth Vader néven Darh Sidius szolgálatába áll, és a klónok segítségével megöli a Jedi templomban tartózkodókat. Aztán elmegy Padméhez, hogy megmondja neki, erősebb mint valaha, és most már képes lesz arra, hogy megvédje őt. Padmé nem sejti, hogy mire vetemedett Anakin, és amikor később Obi-Wan felvilágosítja őt, nem akar hinni neki. Még azt sem mondja meg neki, hogy tudja, hol van Anakin. Ráadásul le is lepleződik a férfi előtt, és kiderül, hogy gyermeket vár.
A lány Anakin után utazik a Mustafar bolygóra, hogy kísérletet tegyen arra, hogy eltántorítsa férjét a Sötét oldalra való átállás tervétől. Anakin nem hallgat rá, és azon van, hogy Padmét is maga mellé állítsa, mondván, hogy így majd ketten uralhatják a Galaxist. Azonban hiába próbálják meggyőzni egymást a saját igazukról. Anakin dühében fojtogatni kezdi Padmét az Erő segítségével, aki elájul.

Padmé világra hozza Luke-ot és Leia-t

Miután Obi-Wan legyőzi Anakint a párbajban, elviszi az akkor már életveszélyes állapotba került Padmét a Polis Massára, egy titkos bázisra. Padmé haldoklik, fokozatosan elhagyja az ereje, és félő, hogy elveszíti gyermekeit. Végül azonban az orvosi droidok segítségével két ikergyermeket szül, akiket Luke-nak és Leianak nevez el. Még mielőtt meghalna, elmondja Obi-Wannak, hogy szerinte Anakinban még mindig van jóság.
Padmé testét a Naboora szállítják, ahol állami temetést kap. Üvegkoporsóba fektetik, és lótuszvirágszirmokkal hintik élettelen testét. Nyakában ott lógott a faragott japor nyaklánc, amit Anakintól kapott 14 éves korában. Yoda és Obi-Wan azt a látszatot akarták kelteni, mintha Padmé terhesen, kisbabájával együtt halt volna meg, hogy így meg tudják óvni gyermekeit a Császártól és Vadertől. Csak távolról figyelték a temetést, nehogy a Császár a nyomukra bukkanjon. A Skywalker-ikreket elrejtik az apjuk és a Császár elől; Luke-ot a Tatooine-ra viszi, ahol Owen és Beru Lars gondjaira bízták, Leiát pedig Bail Organa fogadta örökbe.
|  | Itt a vége a cselekmény részletezésének! |

### A klónok háborújában
Padmé Amidala a A klónok háborúja c. animációs sorozat hét epizódjában feltűnik, mely az előzmény trilógia második és harmadik részének cselekménye között időt dolgozza fel. Padmé magányosan él a Coruscanton, de tartja a kapcsolatot titkos férjével, Anakin Skywalkerrel, aki a klónháborúkban harcol. Padmé nagyon aggódik Anakinért, noha a fiú sorra nyeri meg a csatákat, ráadásul Jedi lovaggá is avatják.
Az egyik epizódban Yoda mester zavart érez az Erőben. Padmé testőre, Typho kapitány ellenkezése ellenére elkíséri a Jedi mestert a jeges Ilum bolygóra, és segítségével sikerül megmenteni Luminarát és padawanját. Egy másik részben Padmé és Typho kapitány a Bri'ahl bolygóra utaznak, hogy megkérjék az őslakosokat, csatlakozzanak a Köztársaság hadseregéhez, és vegyenek részt a szeparatisták elleni küzdelmekben.

### AStar Warsirodalomban
Padmé számos, az előzmény trilógia cselekménye előtt játszódó regényben és képregényben is feltűnik. Terry Moore Egy nyári álom című képregényében – mely egy évvel a Baljós árnyak eseményei előtt játszódik – Padmét választják meg Theed hercegnőjévé. Egy Ian Lago nevű fiatalember beleszeret a lányba, aki azonban saját boldogságát mások alá rendeli, ezért kikosarazza őt.
James Luceno a Cloak of Deception c. regényében Veruna királyt a nép korrupció vádjával lemondatja, helyette pedig az akkor még csak 14 éves Padmét választja meg királynőnek. Padmé később elmondja Palpatine-nak, hogy a száműzetésben lévő Verunát orvul meggyilkolták, valamint megvitatják azokat az eseményeket is, melyek végül a Naboo megszállásához vezettek.
Jude Watson Amidala királynő c. ifjúsági regénye Padmé Amidala királynői uralkodásának éveiről, valamint a Kereskedelmi Szövetség előli bravúros megmeneküléséről szól. Julianne Balmain A királynő amulettje c. könyvében tanúi lehetünk annak, hogyan alakul ki mély barátság Padmé és udvarhölgye, Sabé között. Erik Tiemens A Naboo művésze c. képregényében Padmé szépsége megihlet egy fiatal és ismeretlen művészt, aki egy festménysorozatot készít róla, majd később életének kockáztáztatásával megvédi őt.
Az előzménytrilógia részeinek regényváltozataiban olyan dolgokat is megtudhatunk Padméról, amelyek a filmből nem derülnek ki. R. A. Salvatore A klónok támadása regényadaptációjában például van egy beszélgetés, mely Padmé és nővére, Sola közt zajlik, nem sokkal azután, hogy a lányt szenátorrá nevezték ki. Sola azt a kérdést teszi fel húgának, hogy Padmé gondolt-e már valaha arra, hogy mivel tehetné jobbá a saját életét. A Sith-ek bosszúja regényváltozatából kiderül, hogy Padmé milyen szerepet tölt be a Lázadók Szövetségében.
Padmé ezenkívül feltűnik néhány olyan regényben, illetve képregényben is, melyek története  az eredeti trilógia cselekménye után játszódik. Troy Denning The Joiner King c. regényében – mely 35 évvel az Egy új remény c. epizód eseményei után játszódik – Luke Skywalker egy 54 éves hologram felvételre akad R2-D2 memóriájában. A felvétel azt a jelenetet örökítette meg, mikor Anakin elmondja Padménak, hogy álmában a lány belehalt a szülésbe. Luke ekkor látja először édesanyját. R2-D2 memóriájában ezenkívül találnak egy másik hologrammot is, mely Padmé és Obi-Wan beszélgetését örökítette meg. Luke és Leia ekkor hallják először édesanyjuk nevét. A The Swarm War c. regényben a testvérpár tanúi lesznek saját születésüknek, és édesanyjuk halálának.

## Nevének jelentése
- Padmé: A szanszkrit padma szóból származik, mely lótuszvirágot jelent. A fehér lótusz a buddhizmusban a tisztaság egyik jelképe.
- Amidala: Szintén a szanszkrit nyelvből származó, hasonló hangzású Amitabha szóból alkották ezt a nevet. Amitabha egy lótuszvirágban született istenség volt, a Határtalan Fény buddhája. A név másik ihletője a nagyon hasonló alakú amigdala kifejezés (görög eredetű és "mandulá"-t jelent), ami az emberi agyban az érzelmi reakciók feldolgozásában fontos szerepet játszó területet jelöli.
- Naberrie: Az egyiptomi kultúrában a Nabirye szó azt jelenti: ikrek édesanyja.[1]

## Háttere
Padmé Amidalát először A Jedi visszatér (1983) c. epizódban említik meg, de a Baljós árnyak c. rész elkészítéséig homály fedte a nevét, illetve azt, hogy ki is volt ő valójában. Leia hercegnőhöz hasonlóan, Lucast a Flash Gordon női főszereplője, Dale Arden inspirálta Padmé karakterének megalkotásakor.

### Megalkotása
A Star Wars forgatókönyvének első változatában Luke Skywalker és Leia hercegnő édesanyja nem játszik jelentős szerepet. Dale Pollock szerint Luke Skywalkert eredetileg Luke Starkillernek hívták volna, Leia pedig Owen Lars és Beru Lars lánya lett volna, valamint Luke unokatestvére. Együtt látogatták volna meg Luke anyjának sírját, aki apjával együtt meghalt, mikor a Halálcsillag megsemmisítette a bolygójukat. Lucas egy interjúban azt mondta, hogy Luke és Leia anyját sosem szánta kulcsszereplőnek, ellenben az apjukkal, aki a Star Wars forgatókönyveinek összes változatában szerepelt, ha nem is abban a formában, ahogy végül megjelent a filmben.
A Jedi visszatér c. epizód második forgatókönyvében szerepelt egy párbeszéd, amelyben Obi-Wan Kenobi elmesélte Luke-nak, hogy van egy ikerhúga, akit a kislány édesanyjával együtt egy közeli naprendszerben élő barátjához küldött. Az anya nem sokkal ezután meghalt, és Luke testvérét Ben barátai, az Alderaan kormányzója és annak felesége fogadta örökbe.
Habár Lucasnak volt némi háttértörténete a régi trilógia írásakor is, ezt mégsem használta fel a forgatókönyv írás során. Ugyanakkor tudta, hogy Padmé kulcsszerepet játszik majd az előzmény trilógiában, ezért úgy oldotta meg a dolgot, hogy Leianak néhány homályos emlékképe van róla. Így annyi kiderül, hogy az anyjuk szép, kedves, bár nagyon szomorú volt.
A Csillagok háborúja III: A Sith-ek bosszúja c. epizódból nem derül ki egyértelműen, hogy Leia hogyan emlékezhet az "igazi édesanyjára". Az eredeti trilógia cselekményét nézve ez elképzelhető lett volna, hiszen e szerint Leia egy ideig együtt élt Padmével, a harmadik epizódban azonban Padmé azonnal meghal a szülés után. Ez az ellentmondás a mai napig az egyik legnagyobb bakinak számít a Star Wars történetében, habár a rajongóknak van néhány magyarázatuk erre a kérdésre. Az egyik az, hogy valójában nem az igazi édesanyjára, hanem a nevelőanyjára emlékszik, csak nem tud róla. Egy másik változat szerint, amit Lucas is megerősített, Leia az Erő segítségével tudott megőrizni néhány emlékképet az emlékezetében.

### Natalie Portman
George Lucas, Rick McCallum és Robin Gurland több mint 200 jelentkező közül találták meg a legmegfelelőbb színésznőt Padmé szerepére. Gurlandnak már akkor eszébe jutott az akkor még csak 16 éves Natalie Portman, amikor Lucas először jellemezte neki a királynőt. Portman ekkor már profinak számított, mert előzőleg már olyan filmekben is szerepelt, mint a Léon, a profi, Gyönyörű lányok, vagy a Támad a Mars. Portman azelőtt sosem látta a Star Wars filmeket, és csak akkor nézte meg először, amikor találkozóra készült Lucas-szal. Mivel tetszett neki a történet, elvállalta a szerepet.
Lucas szerint a lány erőteljes, korához képest kifejezetten érett személyiség, aki Carrie Fisherhez hasonlóan alkalmas a vezéregyéniség szerepére. Portmant a kettős szerep eljátszásának feladata vonzotta leginkább. Ahhoz, hogy ne derüljön ki, hogy a királynő és Padmé ugyanaz a személy, Portman a két szerepben más és más hangon beszélt, és másképp is mozgott.
Natalie Portmannak nincsenek kellemes emlékei az első epizód forgatásáról. Rettentően magányosnak érezte magát amiatt, hogy nem talált a stáb tagjai között hasonló korú embert, akivel megoszthatta volna a gondolatait. "Nagyon nyomorultul éreztem magam, amikor a Baljós árnyakat forgattuk. Csak a mamám volt velem, és úgy éreztem, hogy szükségem van egy korombeli barátra" – nyilatkozta Portman, aki a forgatás ideje alatt töltötte be 18. életévét.
A rossz közérzet rányomta a bélyegét Portman játékára is, mivel nem tudott a szerepére koncentrálni. Emellett váratlanul érte a Baljós árnyak forgatásának követelményrendszere is, ráadásul Portman bevallása szerint addig minden filmben csak szórakozásból szerepelt. A Star Wars forgatását azonban egyáltalán nem élvezte. "Alapvetően egy dolgot csináltam a jelenetek között: sírtam. Ha megnézik a mozit, ezt láthatják is, mert a filmben végig eléggé vörösek a szemeim." A klónok támadása forgatásán viszont már sokkal több fiatal szerepelt, köztük az Anakint alakító Hayden Christensen is, akivel a pletykalapok akkoriban össze is boronálták.

## Filmográfia
Padmé Amidala életét az előzmény trilógia dolgozza fel.
- Csillagok háborúja I: Baljós árnyak
- Csillagok háborúja II: A klónok támadása
- Csillagok háborúja III: A Sith-ek bosszúja